# Мугонгоманга (комуна)
 Мугонгоманга — одна з комун провінції Бужумбура-Рурал, сільського району, прилеглого до міста Бужумбура, на заході Бурунді. Центр — однойменне містечко Мугонгоманга. Тут знаходиться 15 пагорбів.